# Kailash Satyarthi
Kailash Satyarthi (em hindi कैलाश सत्यार्थी; Vidisha,  Madhya Pradesh, 11 de janeiro de 1954) é um ativista indiano que luta pelos direitos das crianças, vencedor do Prêmio Nobel da Paz. 
Ativo no movimento indiano contra o trabalho infantil desde os anos 1990. Até agora, a sua organização, Bachpan Bachao Andolan, libertou mais de 80 mil crianças de diversas formas de escravidão e ajudou na reintegração, reabilitação e educação. Junto com Malala Yousafzai, foi distinguido com o Prêmio Nobel da Paz 2014.
O Prêmio Nobel foi-lhe atribuído porque tinha organizado muitas manifestações e protestos pacíficos, dirigidos contra a exploração de crianças.

## Vida
Kailash abandonou a engenharia para combater o trabalho infantil no seu país. Em mais de 25 anos de trabalho à frente da organização Bachpan Bachao Andolan (Movimento para Salvar as Crianças, em tradução literal) calcula-se que tenha resgatado mais de 80.000 crianças, além de outros milhares de adultos mantidos em regime análogo à escravidão.

## Prêmios
- 1994: Prêmio da Paz de Aquisgrano
- 1995: Robert F. Kennedy Prêmio de Direitos Humanos
- 1999: Prêmio da Fundação Friedrich-Ebert dos Direitos Humanos
- 2014: Prêmio Nobel da Paz, em conjunto com Malala Yousafzai